# Table de nombres aléatoires

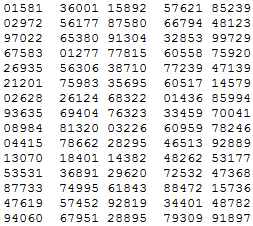
Échantillon de chiffres décimaux aléatoires.

Une table de nombres aléatoires est un ensemble de nombres disposés en rangées et en colonnes qui ne présentent aucun lien statistique prédictible, quelle que soit la façon dont on les extrait de la table.

## Description
Les tables de nombres aléatoires, ensembles de nombres disposés en rangées et en colonnes, ne comprennent que des nombres idéalement créés à l'aide de méthodes stochastiques (ou aléatoires). Pour chacune de ces tables, il n'existe théoriquement aucune méthode qui permette de prédire l'apparition d'un nombre, peu importe la façon dont une suite de nombres a été créée : tous les nombres des rangées paires, tous les nombres d'une page, tous les nombres de rang impair, seulement des nombres plus grands que 50, etc.

## Histoire
L. H. C. Tippett publie la première table de nombres aléatoires en 1927 ; il a pris « au hasard » des nombres de registres de recensement. Ronald Aylmer Fisher et Frank Yates prennent « au hasard » des nombres dans les tables de logarithmes. En 1939, Maurice Kendall et B. Babington Smith génèrent une série de 100 000 chiffres en ayant recours à un instrument conçu à cette fin opérant sous la surveillance d'un opérateur humain.
Les statisticiens Maurice Kendall et B. Babington Smith, vers la fin des années 1930, mettent au point les premiers tests servant à valider que des nombres sont statistiquement aléatoires. Ces tests sont appliqués sur des suites de nombres et servent à vérifier les caractéristiques souhaitées. Le plus simple exige de compter le nombre de fois qu'apparaissent les nombres 1, 2, 3... ; il est réussi si ces nombres de fois sont à peu près égales. Un test plus complexe exige de compter les nombres de chiffres entre les zéros ; ces nombres sont comparées à des probabilités d'apparition. Des tests plus pertinents, mais plus complexes, feront leur apparition dans les années suivantes. 
Dans les années 1940, la RAND Corporation conçoit une méthode pour générer des nombres au hasard dans le but de les utiliser dans des simulations faisant appel à la méthode de Monte-Carlo. Le générateur de nombres aléatoires est constitué d'un ordinateur qui lit les valeurs produites par le simulateur électronique d'une roulette. Au terme de l'exercice, un million de chiffres aléatoires est publié dans le livre A Million Random Digits with 100,000 Normal Deviates. Cette table constitue un jalon important dans la production de nombres aléatoires, puisque c'est la première fois qu'une table de cette ampleur (la précédente est dix fois plus petite) et de cette qualité est produite et aussi parce qu'elle publiée sur des cartes perforées d'IBM, ce qui permet de les utiliser directement dans les calculs sur ordinateurs. 
Dans la pratique moderne, les ordinateurs créent le plus souvent des suites de nombres qualifiés de pseudo-aléatoires parce qu'ils sont issus d'algorithmes, donc prédictibles. Ces suites présentent plusieurs caractéristiques des suites aléatoires. Elles sont largement utilisées parce qu'elles sont peu coûteuses à produire et sont faciles à créer dans un temps négligeable. Également, les fabricants de matériel informatique proposent des circuits électroniques générant des suites de nombres aléatoires authentiques. Ces circuits comprennent des composants qui sont régulièrement le siège de bruit électrique impossible à prédire. Des capteurs mesurent à intervalle régulier un ou plusieurs paramètres de ces bruits, mesures qui sont transformées en valeur numérique. 
Au XXIe siècle, les tables de nombres aléatoires trouvent encore des usages dans quelques créneaux. Par exemple, elles sont parfois utilisées dans la création de musique expérimentale.